# Фудзимото, Нориаки
Нориаки Фудзимото (яп. 本憲明 Фудзимото Нориаки, род. 19 августа 1989, Осака) — японский футболист, нападающий клуба «Ивате Грулла Мориока».

## Клубная карьера
В 2012 году Фудзимото подписал контракт с «Сагава Принтинг». Он забивал три сезона подряд, но в ноябре 2015 года футбольный клуб «Сагава Принтинг» был расформирован.
В 2016 году в качестве свободного агента Фудзимото подписал новый контракт с «Кагосима Юнайтед».
В 2018 году переходит в клуб «Оита Тринита».
7 августа 2019 года переходит в «Виссел Кобе».

## Достижения
«Виссел Кобе»
- Обладатель кубка Императора: 2019